# Рождествено (Жуковский район)
Рождествено — деревня в Жуковском районе Калужской области России. Входит в сельское поселение «Деревня Корсаково».

## География
Расположена на севере области, вблизи административной границы Калужской области и Новой Москвы, на реке Чубаровка. К новой деревне примыкает садоводческое некоммерческое товарищество Красная Пахра и село Никольское сельского поселения «Деревня Чубарово».

## История
27 сентября 2022 вышел Закон Калужской области № 273-ОЗ, вступавший в силу после Распоряжения Правительства РФ о наименовании географического объекта, в котором говорилось об образовании на территории сельского поселения деревня Корсаково нового населённого пункта, получивший статус деревня.
Закон вступил в силу в 2023 году, когда новая деревня официально получила название Рождествено согласно Распоряжению Правительства РФ от 11 марта 2023 г. № 565-р.

## Население
| 2023 |
| ---- |
| 0    |

## Инфраструктура
Личное подсобное хозяйство с зоной сельскохозяйственного использования, индивидуальная застройка усадебного типа.

## Транспорт
Деревня доступна автотранспортом.